# Port lotniczy Oecusse
Port lotniczy Oecusse (port. Aeroporto Oecusse, Aeroporto Palaban) (IATA: OEC, ICAO: WPOC) – port lotniczy zlokalizowany w dystrykcie Oecusse (Timor Wschodni).